# 왕밍
왕밍(중국어: 王明, 병음: Wáng Míng 왕명[*], 1904년 5월 23일 ~ 1974년 5월 27일)은 중국의 혁명가, 작가, 정치인으로 창건 초창기의 중국공산당을 이끈 소련 유학파 지식인 집단인 28인의 볼셰비키의 지도자였다. 
왕밍은 국제파의 지도자로서 인민전선 구축을 주장했고 농촌유격전을 주장하던 마오쩌둥을 비판했다. 1949년 중화인민공화국이 수립된 이후 왕밍은 중국공산당 부주석, 중소우호협회 총서기 등의 공직을 지냈으나, 1956년 소련으로 떠난 이후 중화인민공화국에 돌아오지 않았다.

## 초기이력
안후이성의 빈농 출신으로 태어났으며, 본명은 천샤오위(陈绍禹)이다. 안휘성 제3농업학교 재학 시절 공산주의자인 스승으로부터 영향을 받고, 레닌과 천두슈의 저작을 탐독했으며, 좌익 학생운동을 이끌었다. 1924년 우창대학에 입학해 중국 공산당에 가입했고, 1925년 당의 주선으로 소련으로 유학을 떠나 모스크바 중산 대학에서 공부하였다. 이때 러시아어와 정통 마르크스레닌주의를 통달하게 되었다. 이때 달변으로 학교의 부교장이었던 파벨 미프의 총애를 받게되었으며, 1927년 미프가 소련사절단의 대표로 중국에 파견되자 왕은 통역으로 그를 수행하게 되었다.

## 당 활동과 혁명 활동
1927년 국공 합작이 결렬된 직후 우한에서 열린 열린 중국공산당의 제5차 당대회에서 왕은 잠시 당의 선전부장이 되었지만 미프와 함께 소련으로 되돌아 왔다.
스탈린의 카를 라데크 숙청 이후, 미프가 모스크바 중산대학의 교장과 코민테른의 동방부의 부부장을 맡았다. 이때 미프를 보좌하면서 왕은 소련에서 교육받은 중국인 공산주의자들의 모임인 "28인의 볼셰비키" 그룹을 구성하였고, 스스로 정통 마르크스레닌주의자를 자처하였다.
1929년 왕밍과 "28인의 볼셰비키" 그룹은 귀국하여 당권을 장악하려고 하였으나 장궈타오와 저우언라이의 저항을 받아, 한직을 멤돌았다. 이때 실질적으로 당을 이끌었던 리리싼이 맡고 있던 당의 선전부에서 일하게 되었고, 당의 기관지인 《훙치》에 리리싼의 노선을 지지하는 여러편의 논문을 발표하였다. 1930년, 상하이에서 열린 비밀 당대회에 참가하던중 체포되었으나, 그의 정확한 신분을 눈치채지 못한 국민당 경찰의 감시 소홀로 탈출에 성공할 수 있었다.

## 영향력의 확대
1930년 허멍슝(何孟雄)과 린위난(林育南)과 연합하여, 리리싼에 반기를 들었으나, 실패하여 지위에서 해임당하고 장쑤성으로 좌천되었다. 1930년 코민테른은 저우언라이와 취츄바이를 파견하여 리의 좌익모험주의를 교정하려고 했고, 리리싼은 지위를 잃고 모스크바로 소환당했다. 12월 파벨 미프가 다시 코민테른의 특사로 파견되어 왕과 "28인의 볼셰비키" 그룹을 강하게 지지하여 그들을 당의 지도적위치로 올렸고, 파벨 미프가 중국에 머물던 1년동안 왕은 그를 보좌하며 중국공산당에 큰 영향력을 미칠 수 있었다. 이후 샹중파 등의 당의 고참그룹 30여명인 상하이에서 열린 비밀회의에 참여하다 국민당에 체포되었고, 왕은 이러한 지도력의 공백을 이용하여 영향력을 확대하였다.
왕은 건강상 이유로 모스크바에 다시 돌아왔지만, 이후 열린 당대회에서 그를 추종하는 "28인의 볼셰비키"그룹이 대거 당정치국에 진입하여, 그는 당에 영향력을 끼칠 수 있었다. 1931년부터 1937년까지 모스크바에서 코민테른에 파견된 중국공산당을 대표를 맡았고 코민테른에서도 고위직에 올랐다. 그동안 당권을 장악한 보구 등의 "28인의 볼셰비키" 그룹은 마오쩌둥과 주더의 게릴라전술을 버리고 국민당군의 제5차 토벌전에 정규전으로 맡섰다가 커다란 손실을 입었다. 그때문에 당은 장시 소비에트를 포기하고 장정을 결정하게 되었고, 장정 중 열린 쭌이 회의에서는 장원톈, 왕자샹, 양상쿤 등의 주요멤버가 마오의 편에 서서 "28인의 볼셰비키" 그룹이 붕괴하고 마오쩌둥에게 당권이 넘어가게 되었다.

## 퇴조
제2차 국공 합작이 성립된 이후, 1937년 왕은 코멘테른의 명령으로 옌안으로 돌아왔다. 당권을 잡고 있었던 마오는 코민테른의 후광을 업은 왕을 존중하는 척했고, 왕은 공산당 내에서 지도적 위치에 오를 수 있었다. 그러나 국민당을 포함한 항일통일전선을 지지하는 왕과, 공산당의 독자적 노선을 지지하는 마오는 결국 대립했다. 1941년 독소전쟁이 발발하여 소련에서 반파시즘 통일전선을 위해 코민테른이 해체되자, 왕은 주된 지지기반을 잃었고 특히 1942년 마오가 정풍운동을 주도하여 교조주의자들을 공격하자 왕은 주된 공격대상이 되었다. 이런 와중에서 급격히 당에 대해 영향력을 잃고, 스트레스 때문에 건강까지 나빠졌으며 당대회에서 자아비판하는 수모를 감수할 할 수밖에 없었다. 이때 소련의 개입으로 더이상의 박해는 당하지 않았고 공산당 지도부에 머물 수 있었지만, 이미 그의 공산당에 대한 영향력은 거의 미미해졌다.

## 중화인민공화국 성립 이후
중화인민공화국 성립 이후에 당내에서 이름뿐인 지위를 맡지만, 건강을 핑계로 1956년 소련에 사실상 망명하여 그곳에 눌러앉아 1974년 죽을 때까지 머물렀다. 이 때문에 마오의 다른 정적과는 달리 문화대혁명의 칼날을 피해갈 수 있었다. 중소 분쟁 이후 그는 소련 측에 서서 마오와 중국공산당을 비판하는 많은 글을 발표하였다.
| 전임 샹중파 및 리리싼 (임시) | 중국 공산당 총서기 (임시) 1931년 - 1932년 | 후임 보구 |